# Barásoain
Ne doit pas être confondu avec Barásoain (Philippines).
Barásoain est une ville et une municipalité de la Communauté forale de Navarre (Espagne).
Elle est située dans la zone non bascophone de la province et à 25 km de sa capitale, Pampelune. Le castillan est la seule langue officielle alors que le basque n’a pas de statut officiel .
Le secrétaire de mairie est aussi celui de Olóriz.

## Gentilé
Barasoaindarra, applicable aussi au genre masculin que féminin malgré le terminal en a. Ceci vient du terme basque (actuellement disparu dans la zone) dans laquelle, on nommait les habitants en ajoutant le suffixe tar ou dar à la racine du mot.

## Étymologie
Il existe actuellement deux théories distinctes sur l'origine étymologique du nom du village ainsi que pour la grande majorité des noms se terminant en ain, très fréquents dans cette zone. La première, qui a pour défenseur Julio Caro Baroja ou Koldo Mitxelena dans laquelle on estime que ces toponymes ont pour origine un patronyme (dans le cas présent Beraxa) et le suffixe latin anus, devenant par la suite le toponyme original Beraxanus qui a été transformé jusqu'à l'actuel Barásoain.
La seconde théorie, moins partagée, estime que l'origine du nom vient des mots basques baratza (jardin) et du suffixe oain (dérivé, lui, de gain (en haut, élevé).

## Démographie
| Évolution démographique                                   | Évolution démographique | Évolution démographique | Évolution démographique | Évolution démographique | Évolution démographique | Évolution démographique | Évolution démographique | Évolution démographique | Évolution démographique | Évolution démographique |
| 1996                                                      | 1998                    | 1999                    | 2000                    | 2001                    | 2002                    | 2003                    | 2004                    | 2005                    | 2006                    | 2007                    |
| --------------------------------------------------------- | ----------------------- | ----------------------- | ----------------------- | ----------------------- | ----------------------- | ----------------------- | ----------------------- | ----------------------- | ----------------------- | ----------------------- |
| 465                                                       | 456                     | 459                     | 443                     | 465                     | 474                     | 478                     | 531                     | 544                     | 554                     | 561                     |
| Sources: Barásoain et instituto de estadística de navarra |                         |                         |                         |                         |                         |                         |                         |                         |                         |                         |

### Sources
- (es) Cet article est partiellement ou en totalité issu de l’article de Wikipédia en espagnol intitulé « Barásoain » (voir la liste des auteurs).